# Stazione di Valle di Mercato San Severino
La stazione di Valle di Mercato San Severino è una fermata ferroviaria secondaria posta sul tronco comune alle linee Cancello-Avellino e Nocera Inferiore-Mercato San Severino. Serve le frazioni occidentali di Mercato San Severino.
Per quanto riguarda la classificazione delle stazioni, RFI l'ha inclusa nella categoria bronze.